# Bosiljevo
Bosiljevo es un municipio de Croacia en el condado de Karlovac.

## Geografía
Se encuentra a una altitud de 205 m s. n. m. a 76 km de la capital nacional, Zagreb.

## Demografía
En el censo 2011, el total de población del municipio fue de 1 289 habitantes, distribuidos en las siguientes localidades:
- Beč - 9
- Bitorajci - 16
- Bosanci - 40
- Bosiljevo - 63
- Dani - 8
- Dugače - 17
- Fratrovci - 31
- Fučkovac - 23
- Glavica - 31
- Grabrk - 117
- Hrsina - 41
- Jančani - 26
- Johi - 33
- Kasuni - 59
- Korenić Brdo - 2
- Kraljevo Selo - 2
- Krč Bosiljevski - 28
- Laslavići - 1
- Lipovšćaki - 14
- Lisičina Gorica - 5
- Malik - 23
- Mateše - 59
- Milani - 10
- Novo Selo Bosiljevsko - 25
- Orišje - 50
- Otok na Dobri - 58
- Podrebar - 18
- Podumol - 30
- Potok Bosiljevski - 5
- Pribanjci - 127
- Rendulići - 10
- Resnik Bosiljevski - 16
- Skoblić Brdo - 2
- Soline - 38
- Spahići - 33
- Strgari - 14
- Špehari - 1
- Umol - 36
- Varoš Bosiljevska - 18
- Vodena Draga - 37
- Vrhova Gorica - 8
- Žubrinci - 31

| Gráfica de población de Bosiljevo (localidad) 1857-2011             |
|                                                                     |
| Según los censos de población de la oficina estadística de Croacia. |